# Pete York
Peter "Pete" York (født 15. august 1942 i Redcar) er en engelsk rocktrommeslager.
York er nok mest kendt fra det engelske rockorkester Spencer Davis Group.
Han har spillet med Eric Clapton, Jack Bruce, Jon Lord, Steve Winwood og Zoot Money. Siden 2004 har han i flere tilfælde spillet sammen med den tyske entertainer Helge Schneider, både ved pladeindspilninger og koncerter.
York lavede op igennem 1980'erne og 1990'erne et tyskproduceret tv-program ved navnet Super Drumming, som præsenterede nogle af verdens ypperligste trommeslagere med tyske topstudiemusikere.
Dette program havde til formål at lære forskellige slags genrer inden for trommespillet og inspirere trommeslagere i alle aldersklasser verden over. Trommeslagere som deltog var Louis Bellson, Gerry Brown, Simon Phillips, Ed Thigpen, Nippy Noya, Ian Paice, Cozy Powell, Billy Cobham, Bill Bruford, Jon Hiseman og Trilok Gurtu.